# Groep van de Famenne
De Groep van de Famenne, Formatie van de Famenne of schisten van de Famenne zijn een groep gesteentelagen uit het laatste Devoon in de ondergrond van België, die in de Ardennen aan het oppervlak liggen. Deze schisten zijn genoemd naar de streek de Famenne en hebben de naam aan het tijdperk Famenniaan gegeven. Ze hebben een ouderdom die overeenkomt met het vroege Famenniaan (rond de 370 miljoen jaar).

## Beschrijving
De groep van de Famenne bestaat uit een afwisseling van lagen lichtgroene schalie en grijsgroene micahoudende siltsteen. Plaatselijk kan de kleur bruinig of violetkleurig zijn. Deze afwisseling is op sommige plekken sterk geplooid, met een foliatie die zich uit in kleine micakristallen. Boven in de opeenvolging komen de siltsteenbedden geleidelijk meer voor. Plaatselijk kunnen knollen, lenzen en maximaal enige centimeters dikke lagen kalkige zandsteen voorkomen. Deze lagen bevatten soms fossielen van voornamelijk crinoïden en brachiopoden. Ook komen in de Groep van de Famenne hematietrijke oölietlagen voor, die mogelijk vormden door turbidietachtige massabewegingen.

## Stratigrafie en verspreiding
De Groep of Formatie van de Famenne wordt ingedeeld in twee formaties: de Formatie van Mariembourg en de Formatie van Senzeilles. Deze indeling wordt soms uitsluitend op basis van fossielen gelegd en is omstreden wegens de afwezigheid van een duidelijke lithologische grens.
In stratigrafische zin ligt de Groep van de Famenne bovenop de Formaties van Neuville, Valisettes, Barvaux of Aisemont - alle uit het late Frasniaan. Deze oudere lagen kunnen een vergelijkbare lithologie hebben en daarom lastig te onderscheiden zijn, maar wegens de Laat-Devonische extinctie aan het einde van het Frasniaan komen in de Groep van de Famenne andere fossielen voor.
Bovenop de Groep van de Famenne ligt de Formatie van Esneux, behalve in het zuidwesten, waar de laatste formatie lateraal overgaat in de Formatie van Aye. De Formatie van Esneux is rijker in psammietlagen (zandsteen, siltsteen of kwartsiet) terwijl in de Formatie van Aye de pelietlagen overheersen.
De Groep van de Famenne dagzoomt in de Synclinoria van Namen en Dinant. Ze komt niet voor ten oosten van de Maas, in het Massief van de Vesder, waar in plaats van de Groep van de Famenne de correleerbare Formatie van Hodimont voorkomt. De Groep van de Famenne wordt geleidelijk dikker naar het zuiden toe: in het Synclinorium van Namen loopt de dikte op tot 60 meter; op de zuidelijke flank van het Synclinorium van Dinant is de dikte toegenomen tot 400 meter.